# Поверхность воды
Поверхность воды представляет собой межфазную границу, отделяющую воду от других тел (воздуха, твёрдого тела или жидкости). Свойства поверхности воды играют важную роль в биологических и химических процессах. На поверхности воды возникает поверхностное натяжение. Оно обусловлено силами притяжения между молекулами. Внутри воды силы притяжения между молекулами взаимно компенсируются, а на молекулы, находящиеся вблизи поверхности, действует нескомпенсированная результирующая сила, направленная внутрь от её поверхности. Поверхностное натяжение стремится уменьшить поверхность жидкости до минимума. Поэтому капли воды имеют в невесомости сферическую форму — поверхность сферы является наименьшей из всех геометрических фигур равного со сферой объёма. Согласно модели, предложенной G. Collacicco, поверхность воды имеет отрицательный электрический потенциал, обусловленный накоплением гидроксильных ионов HO−. Противоположно заряженные ионы гидроксония H3O+ притягиваются к отрицательно заряженной поверхности воды, формируя двойной электрический слой. По этой причине мелкие частицы, взвешенные в воде, приобретают как правило, отрицательный заряд и взаимно отталкиваются друг от друга, что объясняет хорошие моющие свойства воды. Эритроциты крови также несут отрицательный заряд, что предотвращает их агглютинацию (склеивание) и это в значительной степени связано с потенциалом поверхности воды. Улучшение моющих свойств воды в щелочной среде можно объяснить усилением отрицательного потенциала поверхности в результате увеличения концентрации гидроксильных ионов HO−. В кислой среде, при рН менее 5,5 поверхность воды приобретает положительный заряд, обусловленный снижением концентрации гидроксильных ионов HO− и увеличением концентрации ионов гидроксония H3O+.